# Clossiana australis
Clossiana australis är en fjärilsart som beskrevs av Lingonblad 1946. Clossiana australis ingår i släktet Clossiana och familjen praktfjärilar. Inga underarter finns listade i Catalogue of Life.